# デント (アニメポケットモンスター)
デントは、任天堂のゲームソフト『ポケットモンスター』を原作とするアニメ『ポケットモンスターシリーズ』に登場する架空の人物。声優は宮野真守。

## プロフィール
- 職業：ポケモンソムリエAランク、サンヨウジム ジムリーダー[2]
- 登場時期[3]：BW・XY・PM2・MV
- 主な経歴（ポケモンバトル編）
  - ライモンタウン・ドンバトル：ベスト8
  - トアルタウン・ドンナマイト：ベスト8
  - カゴメタウン・ポケモンワールドトーナメントジュニアカップ：ベスト4

## 各国の日本国外名
- 英語：Cilan
- 韓国語：デントゥ(ハングル：덴트)
- 中国語
  - 普通話：天桐(拼音：tiāntóng、注音符号：ㄊ一ㄢㄊㄨㄥ)

## 人物
BW5話から登場。ポケモンソムリエであり、階級はAクラス。サンヨウジムのジムリーダーの一人でもあり、ポッド、コーンとは三つ子の兄弟である。
一人称は「僕」。普段の性格や口調は穏やかで物腰も柔らかく優しいため、アイリスから「紳士的」と評されており、サトシとアイリスが張り合うときなどにも双方をなだめる役割となることが多い。怒ることは少ないが、遊んでいたサトシとアイリスに料理を引っくり返された際などは珍しく声を震わせながら怒っていた。
その一方で、ポケモンソムリエとして話やバトルをする際や後述の趣味のこととなると熱くなり、語気が強くなったりするなど性格が変わる。また、その際は「イッツ、○○タイム」と発し、自分の事を「○○ソムリエ」または「ソムリエ○○」と自称する。
タケシやケンジとは異なり、年上の異性に興味を持つ様な素振りはないが、BW29話では野生の♂のモンメンの恋愛には関心を持ち、恋愛への関心が低いサトシやアイリスに呆れる一面がある。
サンヨウジムがレストランも経営していることもあり、料理が得意でその性格や容姿から女性客からも人気がある。旅の途中で調理に使われる器具は自身の物であり、サトシたちの特訓などで貸すこともあるが、器具が汚れたり傷ついたりすることもある。アイリスとは対照的に非科学的な物は信用せず、科学的な視点で物を見るタイプだが、BW26話では心霊現象に誰よりも怯えており、それがヒトモシの仕業だと判明すると途端に生き生きとしていた。昔チョロネコにひどい目にあわされたため、チョロネコが苦手である。ただし、進化系のレパルダスに対しては、そのような描写はない。
非常に多彩な趣味を持つ。釣りに関しては特にこだわりがあり、釣り竿は折りたたみ式の特別製の物を使用し、ルアーは自分の姿を模したものを使用している。それが故に、XY&Z最終回後の特別編ではシトロンがミアレシティで行われた釣り大会で全く釣れず、自身が作ったメカの釣りのマシンを真っ向から否定していた。また地下鉄に関しての拘りも強く、ライモンシティの地下鉄の管理をしているサブウェイマスターのノボリとクダリを非常に尊敬しており、ミアレシティの地下鉄に対しても魅力を熱くシトロンやユリーカに語るほどで、ミアレシティの最新地下鉄や路線図も完全に網羅している。映画にも造詣が深く、大ヒット映画「氷の三部作」の主演で現在はセッカジムのジムリーダーであるハチクとその相棒のツンベアーの大ファンでもあり、彼が表舞台から姿を消した事にショックを受けていた。また、ルークの映画撮影の際は演技についてサトシたちにアドバイスすることもある。「ソムリエ探偵」を自称するだけあってか推理力にもある程度は優れているが、当てずっぽうかつ見当違いな推理をしてしまうこともある。ただし、XY&Zの特別編ではその推理力が当たっており、結果的に川から地下鉄に誤って流れ込んでしまったシビルドンを救うきっかけとなった。この他にも、プリズムタワーにシトロンやユリーカに案内を頼むなど、「タワーソムリエ」という面も明らかになった。
町育ちのためか、アイリスの出身地の「竜の里」のようなのんびりとした生活に憧れている。
旅に出て以降はポケモンソムリエとしての見せ場が多いが、ジムリーダーとしても確固たる信念と誇りを持ち、「ジム戦はただ技を出し合うだけでなく、チャレンジャーの素質、ポケモンとの絆の強さを見極めるのがジムリーダーの役割である」、「バッジはポケモンとチャレンジャーにとって、誇り高き勲章である」と語っている。また、ジムリーダーとしての立場からのポケモンバトルの魅力について、「自分のポケモンが敗れるのは悔しいもの、しかしそれ以上にハイレベルなバトルを味わえる喜びがあるのもジムリーダーの醍醐味」、「自分が予想しない手を使ってくる相手とのバトルは実に楽しい」とも語っている。同じジムリーダーという立場でシトロンからは「なかなかのポケモンの使い手、技の指示や時に応じた瞬時で的確な判断をしている」とも言われた。そのため、ジム戦を「エアバトル」と称するシミュレーションで済ませていたフウロに対しては、「ジムリーダーの風上にもおけない」と酷評していた。
大胆かつ華麗なバトルスタイルが持ち味で、バトルではポケモンソムリエらしく料理用語を多用する。自分のポケモンにはどんなタイプにも対応できるよう、バランス良く技を覚えさせるようにしているが、サトシとの旅で他のトレーナーへのアドバイス時にはそのトレーナーの性格などに合った戦い方をアドバイスするようになった。口癖は「イッツ、○○タイム」、「○○なテイスト」で、ポケモンを出す際の言葉は「行け! ○○!」だが、ヤナップを出す際のみ「行くぞ! マイビンテージ!ヤナップ!」と言う。ゲットの際の台詞は「○○ゲットで、グッドテイスト!」。テイスティングする際の言葉は「イッツ、テイスティングタイム!」。
モデルはゲーム『ブラック・ホワイト』に登場するジムリーダー。約13年半レギュラーを務めたタケシがポケモンドクターを目指すことになりサトシと別れたため、入れ替わりにレギュラー出演することになったキャラクターで、ヒロイン以外のレギュラー変更はケンジ以来11年ぶりとなった。1番目のジムリーダーで料理が得意である事や、普段は頼りになるが自身の好きなものに対し周囲が呆れる程没頭してしまう点もタケシと同様で、タケシを知るヒカリからはその共通点を指摘されている。ジムリーダーの仲間は次回作『ポケットモンスター XY』のシトロンにも受け継がれている。イーストイッシュで対面したヒカリの事はアイリスと同様に以前から話を聞かされて知っており、ヒカリのポッチャマを「胸躍るテイスト」と称し、ヤナップでバトルしたが引き分けになった。ソムリエ探偵デントを披露した際は、ヒカリに「変わり者」と評されている。ユリーカからは「何でもソムリエを付けちゃうんだね」と半ば呆れられていた。
アイリスより後に登場したのに関わらず、キャストクレジットでは何故かピカチュウとアイリスの間で3番手であったが、『キュレムVS聖剣士 ケルディオ』と『神速のゲノセクト ミュウツー覚醒』におけるキャストクレジットではアイリスのキバゴより下の5番手であった。
ユリーカからは名前ではなく、「ソムリエさん」というあだ名で呼ばれていた。

## 来歴
サンヨウシティにてジムに挑戦しようとしていたサトシと知り合い、サンヨウジムに案内する。サトシとのジム戦ではトリを務めるが、敗北する。その後、サトシの苦手なタイプさえ跳ね返して勝利するバトルスタイルに興味を持ち、ジムをポッドとコーンに任せ、世界一のポケモンソムリエを目指してサトシ、アイリスの旅に同行することになる。
サトシがイッシュ地方での旅を終え、デコロラ諸島を巡ってのカントー地方への帰路まで同行する。クチバシティに到着後、ムロタウンのハギ老人が主催する釣り大会に出場する為、サトシと別れ、アイリスと共にヤマブキシティのリニアに乗って一路ジョウトへと旅立った。ジョウト地方ではタケシと出会い、共にギャラドスの暴走を止めるが、互いに名前を聞くこと無く別れた。なお、デントはイーストイッシュでサトシやヒカリからタケシのことは聞かされている。
XY&Z最終回後の特別編にも登場。ミアレシティで釣り大会に参加し、同じく釣り大会に参加していたシトロンとユリーカに出会い、共にプリズムタワーに行く途中で地下鉄暴走事故に遭遇。シトロンの技術力と自身の鉄道知識を駆使して共に事故を解決した。その後プリズムタワーをシトロンらと一緒に見た際当初は前述の事もあった為対立していたが、事件をお互いに協力しあって解決した。当初はシトロンの発明したメカやマシンに否定的だったが、この件でシトロンの発想した発明品を認めていた。その際、タケシの時とは異なり名前を言い合ってはいるが、かつて2人が共に旅をしたサトシの話題は出なかった。その後シャラシティのマスタータワーに行く為、シトロン達と別れて旅立って行った。ちなみに、別れる際には前作『BW』編でゲストキャラクター等と別れる際に使用された「ベストウィッシュ!良い旅を!」という言葉をデントだけでなく、シトロンやユリーカもこの言葉を発していた。
PM2では回想のみ登場。106話では「ラジオソムリエ」というラジオネームでロケット団のラジオ番組にお便りを送っていた。132話ではポケモンワールドチャンピオンシップ・マスターズトーナメント決勝戦のサトシとダンデの試合をタケシ・パンジーと共にテレビで観戦していた。
MPMの3話では、カスミと初対面となり、サトシとタケシを再会する。タケシがキャシーから振られたショックで自身の提案で町はずれの花畑を連れて行く。タケシのマイナスオーラを感知したブリムオンに攫われてしまい、サトシとカスミと共に森の中を捜索した。ブリムオンの件を終えてからサトシたちの旅を同行せず、ノボリとクダリの車両を披露するイベントが行われる街に一人で旅することでサトシたちと別れた。
シトロン達と出会った時の手持ちはヤナップ、イワパレス、マッギョ。

## デントのポケモン

### ヤナップ
ヤナップ
- 声 - 藤村知可
- 性別：♂
- 特性：くいしんぼう
- 登場時期：BW・XY・MV

BW5話から登場。ジム戦ではタイプや経験の差でミジュマルを追い込むも、ホタチでソーラービームを跳ね返された末にシェルブレードを受け敗れ去る。
アイリスのキバゴとの特訓では、かなり手加減したタネマシンガンやソーラービームを使った。
ポッドのバオップ、コーンのヒヤップとは仲が良く、バオップの「ソーラービーム」を覚える特訓に協力した。また、バオップとのバトル時には新たに「がんせきふうじ」を覚えていた。
BW67話ではフウロのココロモリとバトルし、効果抜群の「かみつく」で攻撃するも、相性の差を覆せずに敗れる。
BW70話ではドンナマイトのパートナーに選ばれ、1回戦でフローラのゴチミルと戦う。序盤は圧倒されているかのように見えたが、実は相手のバトルスタイルを確認しており、逆転勝利した。2回戦ではケニヤンのダゲキの予想外のパワーとスピードに圧倒され敗北。
BW2第6話のポケモンワールドトーナメントジュニアカップの第1回戦で、相性の悪いデンチュラを相手に「ソーラービーム」で勝負を決めた。
BW2の15話ではソランのウォーグル&リークのモグリューを相手にサトシのケンホロウとタッグを組む。最初は彼らの合体技に押されるも、負けじと合体技で応戦し、自らが掘った穴を利用したケンホロウの「でんこうせっか」で反撃し、最後は「ソーラービーム」で勝負を決めた。
DA18話では、ポッドとコーンに圧勝したサンヨウジムの道場破りドラゴ（声 - 沢城みゆき）のユキノオーとバトルする。当初は相性の悪さとパワーで追い込まれたがデントとの絆で逆転し、「がんせきふうじ」で勝負を決めサンヨウジムを守り抜いた。
映画『ビクティニと黒き英雄 ゼクロム / 白き英雄 レシラム』ではアイントオークの収穫祭記念バトルに参加し、カリータのサザンドラとバトルするも、サザンドラに興味津々のアイリスにデントが気を取られている内に、「りゅうのいぶき」で倒される。
XY&Zの特別編にも登場。その際は、地下のトンネルに誤って迷い混み、暴れていたシビルドンがブレイククローでシトロンやユリーカ・デントを襲ってきた際に、シトロンのハリマロンと共につるのムチで攻撃。応戦していた。
使用技は「ソーラービーム」、「かみつく」、「あなをほる」、「タネマシンガン」、「がんせきふうじ」、「くさぶえ」、「つるのムチ」（XY&Z）

### イワパレス
イシズマイ→イワパレス
- 声 - 三木眞一郎
- 特性：がんじょう
- 登場時期：BW・MV

BW11話から登場。イシズマイ3人組に自分の作った家を取られてしまったところを、デントたちと協力して取り戻す。その後デントの事を気に入り、デントのポケモンになった。
責任感が強く、デントのヤナップに誤って攻撃してしまった際には気を落としていた。熱を出してしまったヤナップの傍を離れず夜まで看病していたが、これもデントがゲットする際のきっかけの1つとなった。28話ではホタチを無くしたミジュマルのために石で作った巨大ホタチを作ったが、ミジュマルのバトル相手のシママの「にどげり」で壊れてしまった。
ドンバトル1回戦のシューティーのドテッコツとのバトルでは「いわくだき」、「ストーンエッジ」を喰らい、苦戦するも「からをやぶる」でパワーアップし、新規習得した「いわなだれ」からの「きりさく」で逆転勝利した。
BW62話のロケット団との戦いのときにイワパレスに進化し、「がんせきほう」を覚えた。ベル、アララギ博士とのタッグバトルではサトシのガントルが倒された後、「からをやぶる」から「がんせきほう」の連発でアギルダー、シュバルゴの2体を1体で倒した。BW67話ではジムリーダー・フウロとのバトルでココロモリとケンホロウに2連勝するが、スワンナに敗れる。BW80話では進化系のレパルダスを上回るスピードを誇る、Aクラスソムリエのピノ・ノワール（声 - 勝杏里）のチョロネコを倒すなど、デントの手持ちの中でも屈指の実力を誇る。
BW2第7話では、ジュニアカップ準決勝で相性の良いシューティーのジャローダと戦うも、驚異的なスピードとパワーの前に敗北した。
XY&Zの特別編ではヤナップやマッギョは登場したが、イワパレスの登場は無かった。
現在の使用技は「シザークロス」、「からをやぶる」、「いわなだれ」、「がんせきほう」。進化前は「きりさく」、「まもる」、「あなをほる」も使用。

### マッギョ
マッギョ
- 声 - 石塚運昇
- 登場時期：BW・XY・MV

BW32話から登場。「シレット水草」を採るために池に来たサトシとデントをガマガルと共に襲った。デントの釣竿で振り回されて行動不能になり、その間にゲットされた。なお、この時デントの持ちポケモンは全て毒状態で戦闘不能になっていたため、デント単独でマッギョと闘っていた。
BW36話でアイリスのエモンガがボルトチェンジをする形で再登場し、この時はアーケンに噛みつかれたことでデントに指示されず技を出した。
電気技は「でんきショック」しか使えない事から、実力はまだそれほど高くないようで、ドンバトル二回戦のルークのメラルバと初バトルでは相性で有利だったが、ルークの機転で逆転され敗北した。BW67話では同じく相性で有利だったフウロのスワンナに対しても「でんきショック」を耐えきられた上に、「ねっとう」で火傷にするも、「アクアリング」で回復されて敗北した。ジュニアカップでは2回戦で使用されチラチーノ相手に初勝利を収めた。
XY&Zの特別編にも登場。ユリーカが釣り上げたブロスターがアクアジェットで襲ってきた為、その際どろばくだんでブロスターを撃退した。
使用技は「でんきショック」、「ねっとう」、「どろばくだん」、「ヘドロばくだん」。ゲットされる前は「ほごしょく」も使用。

### バスラオ（あおすじ）
バスラオ
- 登場時期：BW

BW37話で登場。期間限定のデントのポケモン。釣り大会でデントが釣り上げ、水中でヤナップを追い詰めるもソーラービームでゲットされる。大会を裏で催していたロケット団に奪われるも、釣り堀を住処としていたプルリル（♀）に逃がされた。大会での一時的なゲットであり、サトシが過去にジョウトでゲットしたスピアー、アズマオウと同じ扱いになる。
使用技は「みずでっぽう」、「かみつく」、「アクアテール」。